# 81 Dywizjon Artylerii Lekkiej
81 Dywizjon Artylerii Lekkiej (81 dal) – pododdział artylerii lekkiej Wojska Polskiego II RP.
Dywizjon nie występował w pokojowej organizacji wojska. Został sformowany w 1939 przez  28 pułk artylerii lekkiej.

## 81 dal w kampanii wrześniowej

### Mobilizacja
81 dywizjon artylerii lekkiej został sformowany zgodnie z planem mobilizacyjnym „W”, w ramach I rzutu mobilizacji powszechnej w terminie 5 i 6 dniu mobilizacji. Jednostką mobilizującą był 28 pułk artylerii lekkiej stacjonujący w garnizonie Zajezierze (OK Nr I). Gotowość bojową osiągnął 7 września i zajął stanowiska ogniowe w rejonie Dęblina. Dywizjon planowano przydzielić dla SGO „Narew”. W związku ze zmianą sytuacji wojennej już 9 września, wspierał on oddziały broniące Wisły w rejonie Dęblina. Wszedł on ostatecznie w skład 39 DP rez.. 

### Działania bojowe

#### Obrona linii Wisły i działania odwrotowe
Po osiągnięciu gotowości marszowej 81 dal zajął stanowiska ogniowe w rejonie stacji kolejowej Dęblin. Podlegał zastępcy dowódcy pułku strzelców pieszych Warszawskiej Brygady Pancerno-Motorowej ppłk. Ottonowi Zielińskiemu. Obronę przedmościa w rejonie Zajezierza obsadziły dwie kompanie zmotoryzowanego psp i część kompanii przeciwpancernej batalionu przeciwpancernego WBP-M. Wsparcie artyleryjskie zapewniał 81 dal ze stanowisk ogniowych w rejonie mostu drogowego i mostu kolejowego. Dwie armaty ustawiono do strzelania na wprost. 9 września niemiecki podjazd pancerno-motorowy wykorzystując tłumy uchodźców i tabory przeprawiające się przez mosty usiłowały zająć przez zaskoczenie most na Wiśle. Częściowo zaskoczyli placówkę psp, która zbyt późno rozpoczęła ostrzał, niemieckiego podjazdu. Stojący na wschodnim brzegu Wisły pluton armat ogniem na wprost, powstrzymał atak podjazdu motocyklistów i czołgów lekkich. Na południe od mostu zajmowała stanowiska ogniowe bateria 3/81 dal, która podczas ostrzału zlikwidowała stanowisko niemieckiej broni maszynowej umieszczone w Zajezierzu. 10 września 81 dal wszedł w skład pododcinka Dęblin i został podporządkowany dowódcy piechoty 39 DP rez. płk dypl. Bronisławowi Duchowi. 11 września 81 dal w odpowiedzi na niemiecki ostrzał artylerii wykonali nawały ogniowe na ustalone niemieckie stanowiska 13 Dywizji Piechoty Zmotoryzowanej. 12 września pododdziały psp, zostały zluzowane przez część 93 pułku piechoty z 39 DP rez. 12 i 13 września dywizjon sporadycznie prowadził ostrzał niemieckich oddziałów pojawiających się na zachodnim brzegu Wisły. Przed wymarszem prawdopodobnie został uzupełniona amunicja z Głównej Składnicy Uzbrojenia nr 2 w Stawach.      
14 września po zmroku 81 dal podjął marsz w kolumnie płk. dypl. Bronisława Ducha w składzie 95 pułku piechoty, batalionu marszowego 15 pułku piechoty i dywizjonu I/51 pułku artylerii lekkiej, maszerowały do lasu koło Amielina 15 km na północ od Garbowa. Jednak z uwagi na zatłoczenie dróg uciekinierami cywilnymi i taborami kolumna przez Baranów i Michów dotarła po południu 15 września do północno-zachodniej części lasów kozłowieckich koło Michałówki. Rano 16 września ze względu na przemęczenie żołnierzy, skoncentrowano wszystkie kolumny marszowe we wschodniej części lasów kozłowieckich, po godz. 16.00 miały podjąć dalszy marsz w kierunku Chełma. Nastąpiła reorganizacja dowodzenia, dowództwo zgrupowania objął ppłk Stanisław Stankiewicz dowódca 95 pp. W skład kolumny weszła 2 bateria motorowa artylerii przeciwlotniczej z dwoma armatami plot. 40 mm. Trasa marszu, to Trzciniec, Rokitno, Jawidz, Zawieprzyce, Ziółków, Witanów i Łęczna. Dywizjon wraz z 39 DP rez. wszedł w skład Grupy Operacyjnej gen. bryg. Jana Kruszewskiego i Frontu Północnego gen. dyw. Stefana Dąba-Biernackiego. 17 września przed południem zgrupowanie dotarło do miejsca przeznaczenia na wschodnim brzegu rzeki Wieprz, stanęło w lesie Ciechanek. 18 września o godz. 5.00 podjęła marsz kolumna ppłk. Stanisława Stankiewicza, maszerowała równolegle do szosy Piaski Luterskie - Chełm po jej północnej stronie. Przed południem 18 września kolumna ppłk. Stankiewicza dotarła w rejon Pawłowa i w pobliski las. 39 DP rez. miała maszerować przez Krasnystaw w kierunku Zamościa dwoma nocnymi marszami w ugrupowaniu bojowym. Jako odwód dowódcy dywizji miało maszerować zgrupowanie ppłk. Stankiewicza, za zgrupowaniem ppłk. Kazimierza Gołkowskiego poprzez Pawłów, Rejowiec, Krupe, a następnie do lasu majątku Orłów na zachód Surhowa. Ostateczne miejsce docelowe zgrupowania, to las na południe od Siennicy Królewskiej Dużej.      

#### Udział w boju pod Cześnikami
9 września niemiecka 4 DP sforsowała rzekę Wieprz i jej oddział wydzielony zdobył przyczółek w rejonie Krasnegostawu i lasów wokół. Odrzucono z okolic Krasnegostawu batalion III/9 pułku piechoty Leg. i warszawski pułk ułanów. Z uwagi na zagrożenie uderzeniem na skrzydło 39 DP rez., na rozkaz gen. bryg. Bruno Olbrychta rozwinięto do natarcia zgrupowanie 95 pp. O godz. 13.30 81 dal zajął stanowiska ogniowe wraz z dywizjonem I/51 pal i silnym ostrzałem artyleryjskim wsparł natarcie 95 pp, który wyparł oddziały niemieckie z lasu na północ od Krasnegostawu i dotarł do rzeki Wieprz. Wieczorem siły główne 39 DP rez. na rozkaz dowódcy frontu oderwały się od nieprzyjaciela i podjęły dalszy marsz na Zamość. Jako jedne z ostatnich odmaszerowały dywizjony artylerii zgrupowania ppłk. Stankiewicza. Marsz rozpoczęły po północy 20 września trasą przez Siennicę Królewską Dużą, Chełmiec, Kraśniczyn do lasu na południowy wschód od Majdanu Skierbieszowskiego. Z uwagi na opóźnienia, marsz kontynuowano za dnia 20 września osiągając przed południem miejsce przeznaczenia. 81 dal wraz z dywizjonem I/51 pal i 2 baterią 3 dywizjonu artylerii ciężkiej stanowiły odwód artyleryjski dowódcy 39 DP rez. Zgodnie z rozkazem gen. dyw. Dąba-Biernackiego zrezygnowano z natarcia na Zamość, wyminięto, go od strony wschodniej kierując się poprzez szosę Zamość-Hrubieszów na Cześniki. Ponowny marsz dywizjon rozpoczął we wczesnych godzinach popołudniowych. Zadaniem 81 dal wraz z resztą artylerii zgrupowania, było osiągnięcie Stanisławki i lasów na południe od tej miejscowości i miał pozostać tam do rana 21 września. Rozkazem gen. bryg. Bruno Olbrychta i pod jego nadzorem dokonano zasadniczej redukcji taborów, w tym w taborach zlikwidowano większość zapasu kabla telefonicznego, co spowodowało ograniczenie możliwości bojowych artylerii.  W godzinach nocnych 21 września jednak przegrupowano całość artylerii dywizyjnej, bez III/61 pal do Kolonii Horyszów Polski, gdzie artyleria zajęła stanowiska ogniowe pod dowództwem płk. Jana Filipowicza, przygotowała się do wsparcia natarcia 39 DP rez. wyznaczonego na godz. 6.00 21 września. O godz. 6.00 rozpoczęło się natarcie wspierane ostrzałem artylerii na pozycje niemieckiej 4 Dywizji Lekkiej. Do boju 39 DP rez. z 4 D Lek. włączyła się niemiecka 27 DP maszerująca w kierunku Zamościa. Artyleria niemiecka silnym ostrzałem oddziałów 39 DP rez. powstrzymała impet natarcia piechoty dywizyjnej, a jej 63 pp przeszedł do kontrnatarcia. Niemieckie kontrnatarcie zajęło las pomiędzy wsiami Brudek i Barchaczów i dotarło do polany przy gajówce na zachód od wzg. 256. Doszło ono w okolice stanowisk II dywizjonu 3 pułku artylerii lekkiej Leg., który ostrzałem na wprost dywizjonu odrzucił niemieckie natarcie. Wysłane osobiście przez gen. dyw. Dąba-Biernackiego, do płk. dypl. Bronisława Ducha jako wsparcie przybyły, II/51 pal i z rejonu Cześnik 81 dal bez 1 baterii, które zajęły stanowiska do ognia na wprost obok II/3 pal Leg. 2 i 3 baterie 81 dal zajęły stanowiska ogniowe na skraju lasu, w pobliżu drogi z dworu Cześniki do Wolicy Śniatyckiej. Bateria 1/81 dal zajęła stanowiska ogniowe koło zabudowań Kolonii Bożydar, ok. 800 m od gajówki. Przy intensywnym wsparciu 81 dal batalion I/95 pp zajął Kolonię Wolica Śniatycka z przylegającym do niej z północnego zachodu laskiem. 81 dal odparł niemieckie natarcia, lecz poniósł straty osobowe i w koniach. Podczas czwartego natarcia niemieckiego niemiecka piechota wdarła się na stanowiska II/3 pal Leg., II/51 pal. i 81 dal. 1 bateria prowadząc na wprost ostrzał z armat  zatrzymała niemieckie natarcie i wsparła ogniem kontratak artylerzystów 3 pal Leg., 51 pal i reszty 81 dal oraz piechurów, którzy w rezultacie odzyskali swoje stanowiska. Ze względu na duże straty w żołnierzach, koniach i sprzęcie zdekompletowane baterie 81 dal (bez 1 baterii) i II/3 pal Leg. zostały wycofane do rejonu Cześnik z pierwszej linii walk. Nocą 21/22 września dokonano przegrupowań i reorganizacji oddziałów przygotowując się do natarcia w dniu 22 września. Od wczesnych godzin porannych 22 września 1 bateria nadal przebywała na stanowiskach przy zabudowaniach na północ od gajówki jako artyleria towarzysząca i przeciwpancerna. O godz. 10.30 rozpoczęła natarcie 39 DP rez., jako wsparcie atakującej w centrum ugrupowania dywizji, Grupy Kawalerii ppłk. Edwarda Wani zapewniał 81 dal bez 1 baterii. Ze względu na słabe uzbrojenie i wyposażenie w broń maszynową grupy kawalerii, natarcie jej po ok. 300 m zostało załamane pod ogniem niemieckiej broni maszynowej i moździerzy. Pomimo obejścia niemieckiej obrony w rejonie Brudka, przez batalion I/95 pp, który zdobył Kolonię Wolica Śniatycka, kawalerzyści piesi z Grupy ppłk. Wani, nie byli dalej prowadzić natarcia. Po godz. 12.00 całe natarcie dywizji zostało powstrzymane.  Ostrzał oddziałów 39 DP rez. prowadziła artyleria 27 DP i cała artyleria niemieckiego VII Korpusu Armijnego. Przy silnym wsparciu niemieckiej artylerii o godz. 16.00 niemiecka 27 DP rozpoczęła natarcie na Grupę Kawalerii ppłk. Edwarda Wani. W rejonie wzg. 256 i gajówki, kawalerzyści piesi rozpoczęli odwrót w kierunku Cześnik. Do odwrotu do Kolonii Bożydar zmuszone zostały również bataliony 9 pułku piechoty Leg. Niemieckie natarcie doszło do stanowisk artylerii dywizji, zgrupowanej w rejonie Cześnik, która rozpoczęła swoją obronę ogniem na wprost. Niemieckie natarcie zostało powstrzymane ogniem bocznym 2 i 3 baterii 81 dal, z rejonu zabudowań na południe od Kolonii Bożydar. Na skutek przeciwnatarcia dwóch batalionów 94 pp i dwóch naprędce zebranych grup przez płk. dypl. Ducha, odrzucono niemieckie natarcie. Zmuszono do wycofania się piechoty niemieckiej z lasu w rejonie gajówki, wzg. 256, lasu barchaczowskiego i Brudka. Po przegrupowaniu w nocy 22/23 września, planowano wznowienie działań zaczepnych od rana 23 września, jednak z uwagi na wycofanie się 27 DP i 4 DLek. Zgrupowanie uderzeniowe 39 DP rez. pod dowództwem płk. dypl. Bronisława Ducha podjęło marsz w kierunku Suchowoli i Krasnobrodu. Artyleria dywizyjna utraciła 50% stanu osobowego i ok. 30 dział.                 

#### Walki pod Suchowolą i Krasnobrodem
23 września po uporządkowaniu oddziałów ok. godz. 8.00 dywizjon w składzie zgrupowania płk. Ducha podjął marsz poprzez Ruszczyznę, Krzywy Stok, Księżostany, przekroczył szosę Zamość-Tomaszów Lubelski i dotarł do zalesionego wzg. 300 i wsi Polany, na północny zachód od Krynic. 24 września dywizjon wyruszył do dalszego marszu z lasów majątku Łabunie, stany osobowe baterii były już małe, amunicja była w niewielkiej ilości. Maszerowano w kierunku Suchowoli, którą rozkazem gen. bryg. Jana Kruszewskiego, pozostałości 39 DP rez. i 10 Dywizji Piechoty oraz resztek Kombinowanej Dywizji gen. bryg. Jerzego Wołkowickiego miały opanować, a następnie zdobyć Krasnobród. Pododdziały 10 DP opanowały rejon Suchowoli, spychając oddziały osłonowe niemieckiej 68 DP. O godz. 17.00 przy wsparciu dziewięciu baterii artylerii ze składu 39 DP rez. i dwóch baterii 10 DP wykonały przygotowanie ogniowe natarcia, oddziały piechoty ruszyły do szturmu na Krasnobród i wzg. 325 i 309. Natarcie pozostałości 94 pp i 95 pp oraz 28 pułku Strzelców Kaniowskich wzdłuż drogi Suchowola-Krasnobród wsparł 81 dal. Dzięki wsparciu 81 dywizjonu i pozostałych dywizjonów zdobyto wzg. 325 i 309. Następnie w uporczywych walkach ruiny Krasnobrodu, Podklasztor i wzg. 304 oraz wzg.335,9. Sforsowano Wieprz i w całonocnych walkach oczyszczono okoliczne lasy odrzucając niemiecki 8 batalion pionierów. Wyczerpaniu uległa amunicja artyleryjska. 25 września kontratak niemieckiej piechoty z 8 DP ponownie zajął wzg. 304, 335,9 i wieś Podklasztor. Baterie 81 dal od godz. 14.00 podjęły ostrzał stanowisk niemieckich na wzg. 335,9, 309 oraz wsi Podklasztor i Zapiaski. Przy dalszym wsparciu baterii, własna piechota z pozostałością 1 Dywizji Piechoty Legionów, 10 DP, 39 DP rez. brygad Kombinowanej Dywizji odbiły Podklasztor, wzg.304, dalsze natarcie zostało zatrzymane. Niemiecki kontratak o godz. 17.00 opanował wzg. 304. Do wieczora trwała wymiana ognia artylerii niemieckiej i polskich baterii. Nawały ogniowe niemieckiej artylerii zadały polskim bateriom znaczne straty, baterie milkły ze względu na brak amunicji. O godz. 2.00 26 września pozostałość artylerii dywizyjnej podjęła marsz w jednej kolumnie płk. dypl. Bronisława Ducha przez Kaczorki, Malewszczyznę do lasów w rejonie Szopowego 4 km na północny wschód od Józefowa. O godz. 11.00 dywizjon wraz z innymi pozostałościami 39 DP rez. dotarł do celu marszu, żołnierze i konie odpoczywali. W jaszczach pozostały tylko bardzo małe ilości amunicji do dział, kończyła się amunicja strzelecka, żołnierze od kilku dni nie jedli ciepłej strawy. W rejonie Górecka Kościelnego i Józefowa dalszy marsz blokowały oddziały niemieckiej 8 DP. Do rejonu Krasnobrodu i Tomaszowa Lubelskiego dotarły oddziały sowieckie. Gen. bryg. Bruno Olbrycht podjął decyzję o zniszczeniu pozostałych dział dywizjonu i przedzieraniu się grupami poza pierścień okrążenia wojsk niemieckich i sowieckich w kierunku granicy węgierskiej lub demobilizacji pozostałych. Podczas nieobecności dowódcy przyszedł rozkaz gen. bryg. Emila Krukowicza-Przedrzymierskiego, o kapitulacji wojsk w dniu 27 września. 51 pal miał złożyć broń o godz. 8.00 27 września w Górecku Kościelnym. W nocy 26/27 września zniszczono armaty, zakopano część broni i amunicji, część żołnierzy grupami ruszyła w kierunku południowym, część do miejsc zamieszkania, a pozostali złożyli broń.

## Obsada personalna 81 dal
Dowództwo
- dowódca dywizjonu – mjr Marian II Kiedrzyński
- adiutant – ppor. rez. Antoni Gadomski
- oficer łączności – ppor. rez. Jerzy Józef Kwiatkowski
- oficer żywnościowy – ppor. rez. Józef Lipski
- dowódca kolumny amunicyjnej – ppor. rez. inż. Edward Marian Montalbetti
- dowódca 1 baterii – por. Witold Szczęsnowicz
- dowódca 2 baterii – por. rez. dr Włodzimierz Kamil Jung Mochnacki
- dowódca 3 baterii – ppor. rez. Wiesław Krubski[a].